# Magda Logomer

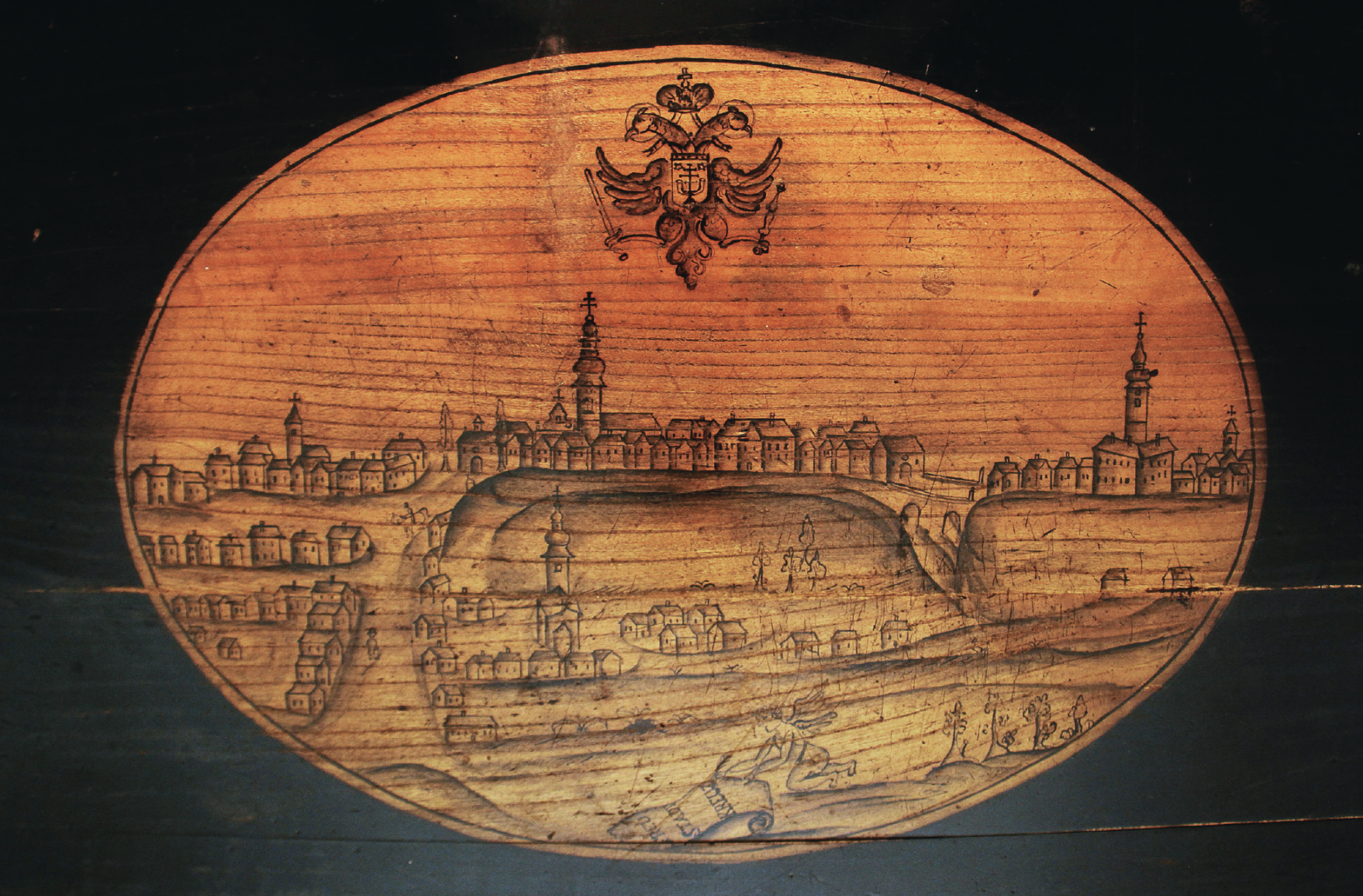
Représentation de Križevci vers 1755, pyrographie du muséum de la ville de Križevci.

Magda Logomer, née le 18 mai 1706 à Križevci, aussi connue sous le nom de Herucina, est une herboriste de la ville de Križevci, accusée d'empoisonnement et de sorcellerie par sa voisine, torturée puis condamnée à mort avant l'intervention de Marie-Thérèse d'Autriche, qui dans une lettre du 23 novembre 1758 l'acquitte et l'autorise à rentrer à Križevci sous protection spéciale. Son procès est considéré comme ayant mis fin aux persécutions massives des sorcières en Croatie. Son cas est connu par la publication, en 1913, du rapport du docteur Gerard van Swieten qui l'a examiné et soignée suite aux tortures qu'elle a subies à la demande de Marie-Thérèse d'Autriche, et par la correspondance entre les hauts fonctionnaires du royaume de Croatie et de la Cour de Vienne.  
L'écrivaine Marija Jurić Zagorka l'a mentionnée dans son roman populaire concernant les sorcières à Zagreb. 

## Biographie
Magda Logomer nait le 18 mai 1706 à Podgajec (hr), Križevci, dans le royaume de Croatie. Ses parents sont connus selon le registre des baptêmes sous les noms de Stephan Logomer et Anastasia Jankovich.

### Origine du surnom «Herucina»
Le surnom de Herucina vient probablement de la résidence d'origine de son mari. Elle épouse en 1727 un certain Franjo Heruca. On peut ainsi interpréter cet ajout comme l'annotation du nom de son mari, toutefois une autre interprétation demeure possible : sur le cadastre de 1857 on trouve entre Podgajec et le hameau de Brckovčina un lieu nommé «Heruc».  Francis Heruca a sa résidence enregistrée à Brckovčina, et l'ajout de Heruc pourrait juste signifier Magda Logomer « de Héruc ».

### Contexte historique à Krizveci

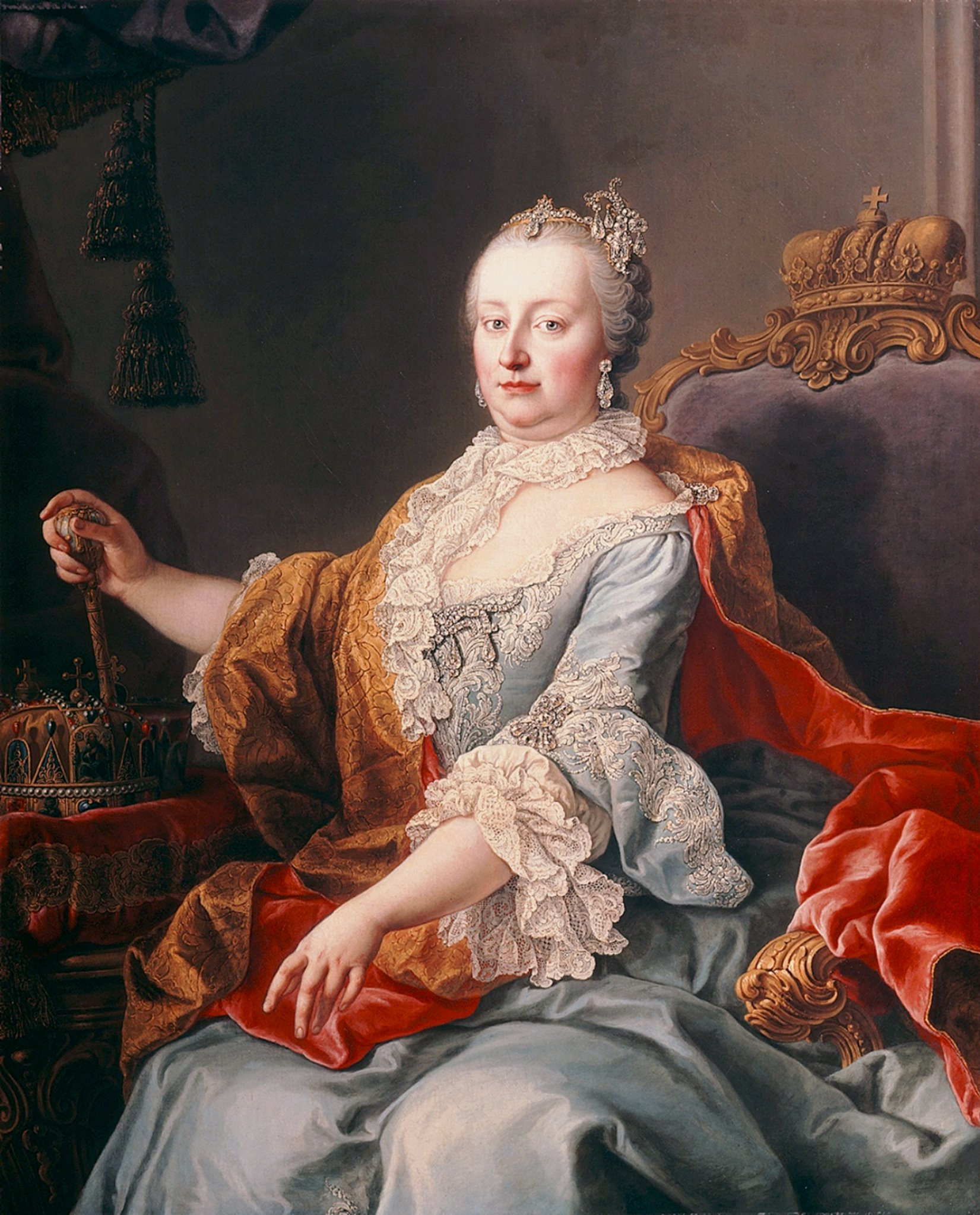
Marie-Thérèse d'Autriche en 1759.

La vie de Magda Logomer se déroule dans un environnement agité. En 1735, un incendie détruit un tiers de la ville. Vers 1740-41 des procès de sorcières conduisent à l'exécution de 13 femmes. En 1752 Marie-Thérèse unifie la haute et la basse ville qui prend le nom de Križevci: En 1755 un autre incendie ravage les domaines entre Križevic, Vrbovec et Bisago, et une révolte paysanne éclate. Pendant cette période, de nouvelles églises sont construites. Nikola Benger (hr) historien et moine paulinien né à Križevci en 1695 et mort à Lepoglava en 1766 a fourni des comptes-rendus historiques de cette époque et ce lieu. 
Deux chroniques d'époques dont les notes sont concordantes ne mentionnent pas le cas de Herucina. Il s'agit du curé de la paroisse de Križevci, Ivan Josipovic qui porte sur les affaires intervilles, et de celle de Balthazar Adam Krčelić, qui comprend des notes sur les affaires croates. La portée de l'affaire est plutôt une question d'ingérence de Marie Thérèse d'Autriche dans les affaires locales.  

#### Traitement des cas de sorcelleries alléguées
À cette époque une grande partie des intellectuels nient l'existence réelle des sorcières, et bien que Marie-Thérèse d'Autriche croit personnellement en leur existence, elle se méfie de la façon dont les procès se déroulent. 63 sorcières sont poursuivies en vertu des lois sur la sorcellerie entre 1740 et 1752, dans les comtés de  Zagreb, Varaždin et Križevci au moment où les persécutions sont à l'apogée dans la région. En Hongrie voisine une vague de persécution a lieu entre 1720 et 1730, pour se reproduire à nouveau en 1730 et 450 sorcières présumées sont poursuivies. Tous ces procès se déroulent avec des méthodes d'interrogations cruelles basées sur la torture, qui est légale sous la monarchie des Habsbourg en Croatie, mais codifiée par des règles légales strictes selon le code de Ferdinand. Il n'est pas permis de torturer plus de trois fois de suite, et l'ordre des instruments utilisés est codifié. Les règles obligent également la tenue stricte de comptes rendus détaillant l'instrument utilisé, la date et l'heure. Ces règles ont fourni la documentation pour l'examen a posteriori du cas de Magda Logomer. On utilise par exemple la roue et le démembrement, le garrot qui consiste à serrer le cou à l'aide d'un vis en augmentant progressivement la pression.

### Mariage
Magda épouse Franjo Heruca, (né vers 1700) le 9 février 1727. Elle est âgée de 21 ans. Ils ont 6 enfants : Margaret en 1727, Jakob en 1733, Barbara en 1735, Emerik en 1740, Katarina en 1743 et Matthias en 1746. On ne sait combien sont parvenus à l'âge adulte, même si l'on sait que leur fille Barbara a survécu, puisqu'elle témoigne lors du procès de sa mère. 
Magda Logomer exerce comme herboriste et prépare des remèdes pour ses patients qui sont en général satisfaits. Si la pratique de l'herboristerie n'est pas défendue, il est interdit de fabriquer des poisons, et lorsqu'une personne est soupçonnée d'être une sorcière, avoir une activité d'herboriste est souvent un facteur conduisant à des soupçons et constitue un facteur aggravant. 

### Inculpation et procès pour sorcellerie
Elle exerce en tant qu'herboriste, ce qui signifiait concrètement la collecte de graminée et la fabrication de remèdes sans que soit connu comment elle a été formée pour ce métier qui nécessite une bonne connaissance des plantes. On sait cependant que ses clients appréciaient son savoir et la recommandaient et qu'elle l'a en partie transmis à sa fille Barbara, qui l'aide parfois dans son entreprise. 
Plusieurs informations émanant de procédures judiciaires antérieures mettent en lumière sa personnalité. Elle a déjà été emprisonnée à la suite d'une altercation physique avec une autre femme qu'elle avait frappée, s'en tirant avec un avertissement. Durant le procès, Magda reconnait avoir frappé Eva Oblacic si fort qu'elle en a perdu connaissance. Elle s'est également déjà battue avec son parrain, Matija Sunsic, un tonnelier au sujet d'un prix pour le réveillon de Noël. Elle a également des relations problématiques avec le juge  Stjepan Švagel. Matija Sunsic, témoin lors du procès déclare que Magda lui a avoué que seule la peur de Švagel l'empêchait d'utiliser ses compétences de guérison. L'espérance de vie moyenne à cette époque à Križevci étant de  40 à 50 ans, et Magda avait 51 ans au moment de son procès, ayant eu son dernier enfant à 40 ans, elle était donc en bonne santé.
Un autre aspect à prendre en compte est le fait que témoin des exécutions de sorcières dans la ville  entre 1740 et 1741, elle pouvait être consciente de la dangerosité de sa profession. Elle pouvait également avoir conscience de la peur enracinée dans les superstitions que les gens entretenaient envers les sorcières présumées. Elle aurait donc pu donc se servir de cette peur pour ses intérêts, mais aussi chercher à résoudre des différents par le paiement d'indemnités pour ne pas risquer d'être accusée de sorcellerie, éléments qu'on retrouve dans plusieurs de ses altercations physiques. 
Magda Logomer est accusée  par une de ses voisines, Eva Oblačić de pratiquer la magie noire. Eva Oblačić est persuadée que Magda l'a empoisonnée, et décrit avoir été importunée par Magda alors qu'elle était alitée avec de la fièvre, cette dernière s'étant transformée en mouche et virevoletant autour de sa tête. Une investigation est menée lors d'un procès, et de nombreuses personnes confirment avoir été témoins des agissements supposément diaboliques de Magda Logomer. Les avocats de Magda rappellent que l'impératrice Marie-Thérèse n'a pas été informée du procès comme de nouvelles règles imposées par Marie-Thérèse dès son accession au trône l'exigent, mais tout cela est peine perdue. Magda Logomer est soumise à la torture et avoue avoir commercé avec le diable. Des marques du diable sont retrouvées sur son corps, et elle est condamnée à mort le 22 avril 1758,.

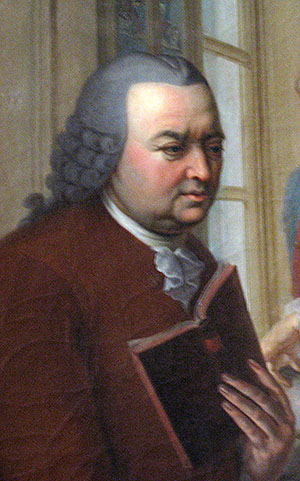
Gerard van Swieten le médecin de Marie-Thérèse d'Autriche examine Magda Logomer et rend compte des tortures qu'elle a subi à la reine.

Le 9 juin 1758 Marie Thérèse est informée de l'affaire, et ordonne au comte Franjo Nadaždi, alors ban du royaume de lui envoyer Magda afin qu'elle puisse la rencontrer. Magda est examinée par De Haen, professeur en médecine, et par Gerard Van Swieten l'expert de la cour en matière de sorcellerie et médecin personnel de l'impératrice. L'interrogatoire permet de mettre à jour de nombreux détails dont l'impératrice n'a pas été informée, ainsi que les tortures infligées qui ont laissé à Magda de nombreuses blessures. Les deux experts rendent compte de leur examen à Marie-Thérèse, et affirment que le magistrat de la cour de Križevci est en proie à la superstition. George Van Swieten s'il croit à la sorcellerie, doute cependant que les sorcières puissent voler à l'aide de balais et provoquer des intempéries. 
Le 23 novembre 1758, l'Impératrice dans une lettre adressée au ban de Croatie acquitte Magda et la renvoie chez elle à Križevci sous protection spéciale.  
Ce dénouement s'inscrit dans la lutte contre les superstitions et l'affirmation du pouvoir central de Marie-Thérèse.

### Fin de vie
Il y a peu d'informations concernant la fin de la vie de Magda Logomer, et sa date de décès n'est pas connue. Les registres permettent toutefois d'établir que son mari meurt deux ans après son retour, ainsi que deux des personnes qui l'avaient accusées, ce qui n'a pas du faciliter sa réintégration sociale, au vu des rumeurs locales et des soupçons de sorcellerie à son encontre. 

## Contexte historique
Les procès de sorcières étaient en général rapides et expéditifs. Le royaume de Croatie était un territoire faisant partie de la monarchie de Habsbourg puis de l'empire d'Autriche à partir de 1527, et était gouverné en union personnelle avec la Hongrie par les souverains de la maison de Habsbourg. Il disposait toutefois du droit de l'épée Ius gladii. Il pouvait mener des procès sans ingérence, prononcer des sentences de mort sans avoir à en référer à une plus haute juridiction de la monarchie austro hongroise ou croate.
Marie Thérèse souhaite éradiquer la superstition dans son royaume, et la chasse aux sorcières et à la magie noire n'est plus sa priorité. Elle oblige toute condamnation à mort pour sorcellerie à être validée par son autorité. Ceci marque partout en Europe le déclin des chasses aux sorcières, et s'il est indéniable que la philosophie des Lumières joue un rôle, il ne faut pas non plus minimiser l'instrumentalisation de la condamnation des procès de sorcières pour pourvoir au renforcement d'un pouvoir d'un État central sur des juridictions locales, avec la volonté affirmée de lutter contre les superstitions.

En 1740, l'année même où l'empereur Frédéric II de Prusse interdit le recours à la torture dans les procès de sorcières, Marie-Thérèse promulgue un décret spécifiant que toutes les affaires de sorcellerie relèvent uniquement de la juridiction impériale. En 1766  ce décret est renforcé par une Ordonnance générale sur l'attitude à adopter, qui stipule : 
Pendant notre règne on n'a jamais encore découvert d'authentique sorcier, mais les procès de ce genre ont toujours reposé sur une tromperie due à la méchanceté, la bêtise ou la démence des accusés ou sur quelque autre vice.
Elle précise cependant que l'on doit veiller à empêcher tout acte de sorcellerie. Le recours à la torture n'est formellement aboli qu'en 1776. Joseph II démantèle en 1787 tout l'arsenal juridique dédié à la magie noire et la sorcellerie.

## Postérité

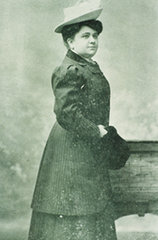
L'écrivaine Marija Jurić Zagorka a publié Grička Vještica (la sorcière de Grič) basé sur des faits historiques réels.

Le cas de Magda Logomer est connu en raison des développements juridiques qui sont postérieurs à son procès. Après ce procès, on ne trouve pas trace de persécutions légales de sorcières en Croatie, même s'il n'est pas certain qu'il n'y en n'ait eu aucun, dans tous les cas on n'en a pas conservé de traces historiques, et ce procès signe la fin des persécutions de sorcières alléguées en Croatie. Le rapport du docteur Gerard van Swieten a été publié en 1913 et 1924 dans le journal Obzor, et son cas est discuté dans la correspondance entre les hauts fonctionnaires du royaume de Croatie et de la cour de Vienne, ces documents constituant des documents historiques. Par la suite des romans populaire évoquent son cas. Marija Jurić Zagorka, une écrivaine croate remarque la publication du rapport de Gerard van Swieten. Entre 1912 et 1914 elle publie Grička Vještica (« la sorcière de Grič ») sous forme de romans feuilletons dans le quotidien Male novine (« le petit journal »). Elle y évoque sous forme romancée plusieurs figures historiques de sorcières, certaines sous leur vrais noms et d'autres sous des noms fictionnels, dont Herucina. L'implication de Marie Thérèse d'Autriche dans l'annulation du verdict d'un procès y est mentionnée.